# Z tarczą lub na tarczy
Z tarczą lub na tarczy – debiutancki album jeleniogórskiej grupy muzycznej Leniwiec, wydany w 2001r.

## Skład
- Zbigniew "Mucha" Muczyński – wokal, gitara elektryczna
- Paweł "Cyna" Nykiel – puzon, akordeon, chórki
- Jarek "Okoń" Oczoś – perkusja, chórki
- Krzysztof "Krzychu" Herezo – gitara basowa

## Lista utworów
1. "Deportacja 68"
2. "Zawiść"
3. "Heretyk"
4. "Plastikowe Kule"
5. "Reggae Dla Pana Prezydenta"
6. "K.S. Karkonosze"
7. "Koniec Świata"
8. "Jeszcze"
9. "Narodowość Nieznana"
10. "Skinheads Na Marsie"
11. "Leniwiec"
12. "Pośmiertnie Odznaczeni"
13. "Makulatura"
14. "Komunizm"
15. "Nasz Świat"